# Dermomurex angustus
Dermomurex angustus is een slakkensoort uit de familie van de Muricidae. De wetenschappelijke naam van de soort is voor het eerst geldig gepubliceerd in 1895 door Verco.